# Compsodecta haytiensis
Compsodecta haytiensis is een spinnensoort in de taxonomische indeling van de springspinnen (Salticidae).
Het dier behoort tot het geslacht Compsodecta. De wetenschappelijke naam van de soort werd voor het eerst geldig gepubliceerd in 1903 door Nathan Banks.